# Radioactive (Yelawolf)
Radioactive (ook bekend als Radioactive: Amazing and Mystifying Chemical Tricks) is het debuutalbum van de Amerikaanse rapper Yelawolf, uitgebracht op 21 november 2011 door Shady Records en Interscope Records.

## Achtergrond
In een interview maakte Yelawolf bekend dat bijna al zijn tracks waren opgenomen in Las Vegas Valley, Nevada, binnen een tijdsbestek van twee weken. Het laatste nummer van zijn album wordt beschreven als erg persoonlijk: het is een emotionele laatste brief over de afwezigheid van zijn biologische vader. Het lied heet "The Last Song". Het album zou uitgebracht worden op 27 september, maar dit werd later teruggeschoven naar 25 oktober. Begin oktober 2011 maakte Interscope Records bekend dat het album zou worden uitgebracht op 21 november.